# Paraphenice minilobata
Paraphenice minilobata är en insektsart som beskrevs av Van Stalle 1986. Paraphenice minilobata ingår i släktet Paraphenice och familjen Derbidae. Inga underarter finns listade i Catalogue of Life.